# Чусовський міський округ
Чусовський міський округ (рос. Чусовской городской округ) — адміністративно-територіальна одиниця в складі Пермського краю Росії.
Адміністративний центр району — місто Чусовий. 
Площа округу становить близько 3,5 тисячі квадратних кілометрів. Чисельність населення - 65 599 осіб. 

## Історія
Чусовський район як окрема адміністративно-територіальна одиниця веде свою історію з 1923 року (з перервами). У 2004 році в рамках державного устрою був утворений Чусовський муніципальний район, який 2019 року перетворений в міський округ.

## Економіка
Основу економіки округу становить чорна металургія, лісозаготівельна, деревообробна, борошномельно-комбікормова, харчова, молочна промисловість, виробництво будматеріалів. Містоутворюючим підприємством є Чусовской металургійний завод  .